# HMCS Owen Sound (K340)
HMCS Owen Sound (K340) je bila korveta izboljšanega razreda Flower, ki je med drugo svetovno vojno plula pod zastavo Kraljeve kanadske vojne mornarice.

## Zgodovina
V lasti Kraljeve kanadske vojne mornarice je bila vse do leta 1945, ko je bila prodana Grčiji, kjer so jo poimenovali kot Cadio.